# Piña Colada
Piña Colada (în spaniolă, ananas strecurat) este un cocktail dulce, bazat pe rom, conținând rom alb, cremă de nucă de cocos și suc de ananas. Băutura este servită de obicei cu gheață. Două garnituri obișnuite sunt o felie de ananas și o cireașă maraschino.

## Istorie
Cea mai timpurie referință la o băutură numită Piña Colada, care conținea rom, cremă de cocos și suc de ananas, apare pe 16 aprilie 1950, în ediția New York Times:  
„Băuturile din Indiile de Vest variază de la punciul cu rom al lui Martinique la pina colada din Cuba (rom, ananas și lapte de nucă de cocos). Key West are o varietate cocktailuri și punciuri, iar granadienii folosesc nucșoară în băuturile cu rom.”
Cea mai timpurie referință la o băutură numită Piña Colada aparține revistei TRAVEL, din decembrie 1922: 	
„Dar cea mai bună este o piña colada, sucul unui ananas perfect copt -- o băutută delicioasă în sine -- amestecat rapid cu gheață, zahăr, limetă și rom Bacardi în proporții delicate. Ce poate fi mai delicios, mai galben și mai fragrant?”
Citatul de mai sus descrie o băutură fără nucă de cocos, așa cum Piña Colada era la început doar sucul unui ananas proaspăt, servit fie strecurat (colada) sau nestrecurat (sin colar).  Acest suc a evoluat într-o băutură cu rom și apoi s-a transformat în băutura de astăzi.
Hotelul Caribe Hilton din Puerto Rico afirmă că barmanul lor, Ramon „Monchito” Marrero, a creat Piña Colada pe 15 august 1954, după 3 luni petrecute perfecționând rețeta. Mai există un bar în Old San Juan care afirmă același lucru.
Piña Colada este băutura oficială în Puerto Rico.

## Variațiuni
- Virgin Piña Colada - fără rom
- Chi Chi - Rom înlocuit de votcă
- Miami Vice sau Lava Flow - Daiquiri cu căpșuni amestecat cu Piña Colada [2]
- Amaretto Colada [3]